# Svenska inomhusmästerskapen i friidrott 2004
Svenska inomhusmästerskapen i friidrott 2004 var uppdelat i  
- Stora Inne-SM den 21 och 22 februari i Göteborg samt
- Inne-SM Mångkamp den 28 och 29 februari i Sunnahallen i Karlskrona

Tävlingen var det 39:e svenska inomhusmästerskapet.

## Medaljörer, resultat

### Herrar
| Gren                 | Guld               | Guld            | Guld    | Silver                      | Silver          | Silver  | Brons               | Brons           | Brons   |
| 60 meter             | Robert Kronberg    | IF Kville       | 6,77    | Daniel Persson              | Malmö AI        | 6,84    | Peter Johansson     | Ullevi FK       | 6,88    |
| 200 meter            | Johan Wissman      | IFK Helsingborg | 20,66   | Lion Martinez               | SoIK Hellas     | 21,65   | Alexander Ljunggren | IFK Helsingborg | 22,00   |
| 400 meter            | Thomas Nikitin     | Spårvägens FK   | 48,12   | Albin Johansson             | Hässelby SK     | 48,58   | Mikael Sandin       | Mölndals AIK    | 48,71   |
| 800 meter            | Rizak Dirshe       | Malmö AI        | 1:50,85 | Rickard Pell                | Hammarby IF     | 1:50,90 | Fredrik Karlsson    | Hammarby IF     | 1:52,28 |
| 1 500 meter          | John Laselle       | Turebergs FK    | 3:54,49 | Olle Walleräng              | Råby-Rekarne    | 3:54,84 | Thomas Johansson    | Sävedalens AIK  | 3:55,03 |
| 3 000 meter          | Erik Sjöqvist      | Enhörna IF      | 7:56,99 | Joakim Johansson            | Hälle IF        | 8:05,59 | Oskar Käck          | IF Hagen        | 8:07,51 |
| 60 meter häck        | Robert Kronberg    | IF Kville       | 7,60    | Carl-Johan Olsson           | Mariestads AIF  | 7,92    | Joakim Blaschke     | KA 2 IF         | 7,94    |
| Höjdhopp             | Stefan Holm        | Kils AIK        | 2,31    | Thomas Bipella              | Örgryte IS      | 2,21    | Joel Spolén         | Örgryte IS      | 2,15    |
| Stavhopp             | Oscar Janson       | Ullevi FK       | 5,58    | Patrik Kristiansson (Klüft) | KA 2 IF         | 5,51    | Alhaji Jeng         | Örgryte IS      | 5,51    |
| Längdhopp            | David Frykholm     | IF Göta         | 7,43    | Daniel Arnsten              | Trångsvikens IF | 7,40    | Anton Andersson     | Örgryte IS      | 7,31    |
| Tresteg              | Christian Olsson   | Örgryte IS      | 17,25   | Anton Andersson             | Örgryte IS      | 15,70   | Martin Eriksson     | Örgryte IS      | 15,47   |
| Kula                 | Andreas Gustafsson | IF Hagen        | 16,94   | Manuel Brändeborn           | Råby-Rekarne    | 16,82   | Daniel Jonsson      | Råby-Rekarne    | 16,67   |
| Viktkastning 18,0 kg | Bengt Johansson    | Västerås FIK    | 18,24   | Per Karlsson                | IFK Växjö       | 17,76   | Robert Alneroth     | Gefle IF        | 16,67   |
| Sjukamp              | Daniel Almgren     | Hässelby SK     | 5 018   | Sebastian Hukari            | Turebergs FK    | 4 873   | Tommy Sarenbrant    | Väsby IK        | 4 631   |

### Damer
| Gren                 | Guld               | Guld            | Guld    | Silver                   | Silver      | Silver  | Brons              | Brons          | Brons   |
| 60 meter             | Jenny Kallur       | Falu IK         | 7,33    | Emma Rienas              | IF Göta     | 7,43    | Carolina Klüft     | IFK Växjö      | 7,46    |
| 200 meter            | Jenny Ljunggren    | IFK Helsingborg | 24,11   | Petronella Dahlerus      | Malmö AI    | 24,22   | Pernilla Tornemark | Malmö AI       | 24,91   |
| 400 meter            | Beatrice Dahlgren  | Mölndals AIK    | 53,37   | Ellinor Stuhrmann        | Malmö AI    | 53,60   | Louise Gundert     | IFK Lidingö    | 55,48   |
| 800 meter            | Camilla Nyquist    | IK Ymer         | 2:07,88 | Louise Fredriksson       | IF Göta     | 2:09,39 | Elin Wiik          | Hässelby SK    | 2:10,00 |
| 1 500 meter          | Frida Flodström    | Turebergs FK    | 4:33,25 | Kristin Ahlepil          | Rånäs 4H    | 4:33,84 | Annika Gerner      | Rånäs 4H       | 4:34,37 |
| 3 000 meter          | Christin Johansson | IF Kville       | 9:36,02 | Anneli Fransson          | Rånäs 4H    | 9:41,48 | Helena Olofsson    | Rånäs 4H       | 9:51,71 |
| 60 meter häck        | Susanna Kallur     | Falu IK         | 7,96    | Jenny Kallur             | Falu IK     | 8,17    | Jennie Nilsson     | Brännans IF    | 8,42    |
| Höjdhopp             | Emma Green         | Örgryte IS      | 1,81    | Angelica Johansson       | Hälle IF    | 1,78    | Helena Redborg     | Turebergs FK   | 1,75    |
| Stavhopp             | Hanna-Mia Persson  | Kalmar SK       | 4,09    | Linda Persson (Berglund) | IFK Växjö   | 4,00    | Maria Rendin       | Örgryte IS     | 3,89    |
| Längdhopp            | Carolina Klüft     | IFK Växjö       | 6,40    | Emma Rienas              | IF Göta     | 5,83    | Pernilla Tornemark | Malmö AI       | 5,79    |
| Tresteg              | Camilla Johansson  | IFK Växjö       | 13,95   | Mfon Etim                | Angereds IS | 12,92   | Kajsa Levin        | Tranås AIF     | 12,84   |
| Kula                 | Helena Engman      | Riviera FI      | 16,03   | Linda-Marie Mårtensson   | Hässelby SK | 15,45   | Carolina Hjelt     | Huddinge AIS   | 14,34   |
| Viktkastning 10,0 kg | Cecilia Nilsson    | IK Ymer         | 18,47   | Anna Söderberg           | Ullevi FK   | 18,39   | Tracey Andersson   | Heleneholms IF | 15,76   |
| Femkamp              | Malin Svensson     | IFK Helsingborg | 3 866   | Marie Barenfeld          | KFUM Örebro | 3 626   | Petra Eklund       | Täby IS        | 3 533   |

### Fotnoter
1. 1 2 3 4 5 6 7 8 9 10 11 12 13 14 15 16 17 18 19 20 21 22 23 24 25 26  ”Stora inne-SM 2004, resultat” (htm). goteborgfriidrott.se. Arkiverad från originalet den 12 november 2016. https://web.archive.org/web/20161112141637/http://www.goteborgfriidrott.se/globalassets/goteborgs-friidrottsforbund/dokument/resultat-och-statistik/resultatarkiv/2006-o-tidigare/040222ism.htm. Läst 21 april 2015.
2. 1 2  ”SM mångkamp 2004, resultat” (html). Arkiverad från originalet den 17 december 2005. https://web.archive.org/web/20051217045342/http://www.ka2if.k.se/html/smlive.html. Läst 21 april 2015.